# Rosa 'Parkzierde'
Rosa 'Parkzierde' — сорт роз, относится к классу Розы Бурбонские и их клаймеры. 
Используется в качестве декоративного садового растения.
Сорт интродуцирован в Германии Питером Ламбертом в 1909 году.

## Биологическое описание
Куст вертикальный, высотой до 150 см, шириной около 120 см.
Цветки обычно одиночные, малиново-красные, чашевидные, позже плоские. Аромат умеренный (5/10).
Лепестков 17—25.
Цветение однократное.
Предполагается, что 'Parkzierde' получен в результате скрещивания Bourbon × Gallica.

## В культуре
Зоны морозостойкости (USDA-зоны): от 5b—10b.

## Болезни и вредители
Сорт отличается высокой устойчивостью к болезням.